# Bob Watt
Robert McDonald (Bob) Watt (Innisfall, 24 juni 1927 - Red Deer, 11 mei 2010) was een Canadees ijshockeyer. 
Watt was met zijn ploeg de Edmonton Mercurys de Canadese vertegenwoordiging tijdens de Olympische Winterspelen 1952 in Oslo, Watt speelde mee in alle acht de wedstrijden en maakte drie doelpunten. Watt won met zijn ploeggenoten de gouden medaille.